# Брајант (Индијана)
Брајант (енгл. Bryant) град је у америчкој савезној држави Индијана.

## Демографија
По попису из 2010. године број становника је 252, што је 20 (-7,4%) становника мање него 2000. године.
| Група             | 2000.       | 2010.       |
| Белци             | 264 (97,1%) | 239 (94,8%) |
| Афроамериканци    | 0 (0,0%)    | 1 (0,4%)    |
| Азијати           | 1 (0,4%)    | 2 (0,8%)    |
| Хиспаноамериканци | 3 (1,1%)    | 6 (2,4%)    |
| Укупно            | 272         | 252         |